# پارک پردانا
پارک پردانا (به انگلیسی: Perdana Park) یک پارک تفریحی در  منطقه تانجونگ آرو، شهر کوتا کینابالو، ایالت صباح، مالزی است.

## ویژگی
از ویژگی های این پارک می توان از مسیر ویژه دویدن، سکوها شیب دار مخصوص عبور ویلچر، جای پارک ماشین رزرو شده برای افراد معلول نام برد. در شب، بازدید کننده ها می توانند فواره موزیکال نورانی را مشاهده کنند و ممکن است در پارک، نمایش اجرای خیابانی هم در معرض دید قرار گیرد.

## دسترسی
ورود به پارک برای عموم آزاد است و هیچ هزینه ای در پی ندارد.